# Yuan de Manciukuo

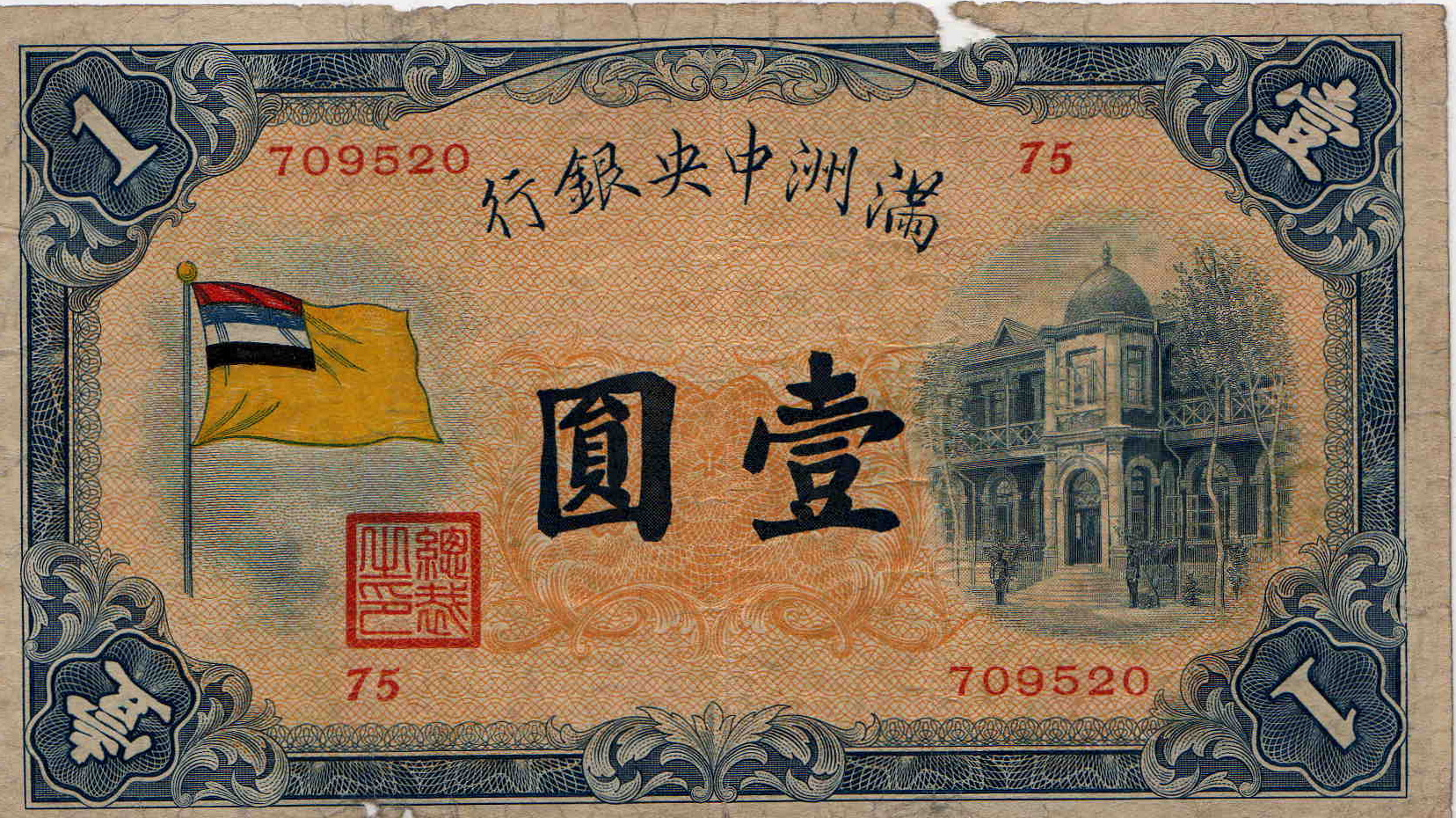
O bancnotă cu valoarea nominală de 1 yuan de Manciukuo, emisă în 1932.

Yuan-ul  din Manciukuo (în limba chineză: 满洲国圆) a fost unitatea monetară a Imperiului Manciukuo, din iunie 1932 până în august 1945.
Unitatea monetară era bazată pe un etalon de argint pur de 23,91 grame. Aceasta a înlocuit tael-ul chinez, moneda locală din Manciuria înainte de incidentul de la Mukden, la începutul celui de-al Doilea Război Mondial.

## Istorie
Inițial, bancnotele și monedele au fost produse de Banca Japoniei, dar mai târziu au fost emise de monetăria Băncii Centrale a Manciukuo, în capitala acestui stat, Hsinking (acum Changchun). Ca urmare a fluctuațiilor prețului argintului, în lumea întreagă, din anii 1930, în anul 1935 s-a renunțat la etalonul argint, yuanul din Manciukuo a fost indexat, iar mai târziu a atins rata de schimb aproximativ la paritate cu yenul japonez. În 1940, yuanul din Manciukuo era folosit pentru măsurarea exporturilor și importurilor statului Manciukuo, spre țări care includeau Statele Unite ale Americii, Germania și Japonia.
De-a lungul întregii acestei perioade, circa jumătate din valoarea bancnotelor emise a fost susținută de rezervele în numerar. Bancnotele erau de cinci valori nominale: 100, 10, 5 și 1 yuan, precum și de 5 chiao (jumătate de yuan). În general, pe avers, erau reprezentați conducători ai dinastiei Qing. Pentru a urma presiunile inflaționiste, întâlnite în mod obișnuit în zonele controlate de japonezi, spre sfârșitul celui de-al Doilea Război Mondial, în 1944 a fost emisă o bancnotă cu valoarea nominală de 1000 de yuan de Manciukuo.
Yuanul era subdivizat în 10 chiao (角), 100 fen (分) sau 1000 li (厘). Monedele au fost emise în cupiuri cu valori nominale cuprinse între 5 li și 10 fen.
În 1944 și 1945, yuanul din Manciukuo a fost emis monede cu valori nominale de 1 și 5 fen, care sunt descrise de „Standard Catalog of World Coins” ca fiind din „fibre roșii sau brune”, care par a fi din carton. Este vorba de un exemplu rar de monede nemetalice.
În 1948, după sfârșitul celui de-al Doilea Război Mondial, circa 12 miliarde de yuani emiși de Banca Centrală din Manciukuo au fost răscumpărați de Banca Pei Tung.

## Galerie de imagini

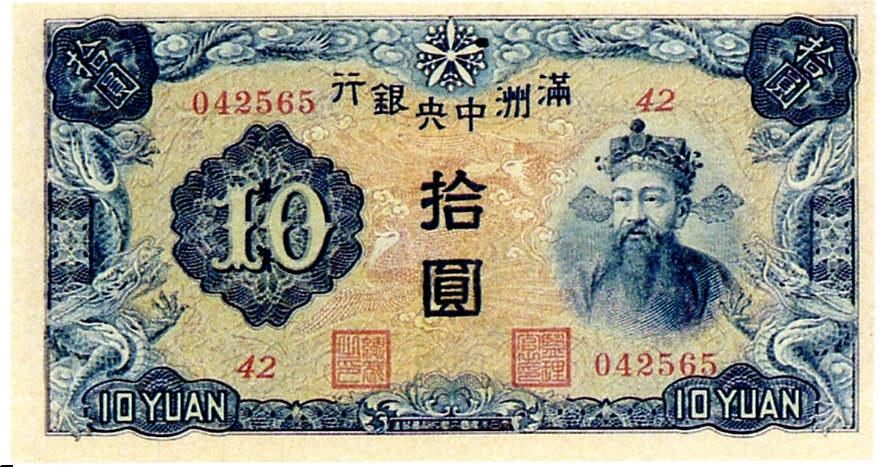
Bancnotă cu valoarea nominală de 10 yuan Manciukuo, 1937 (avers) reprezentându-l pe împăratul Chien-lung
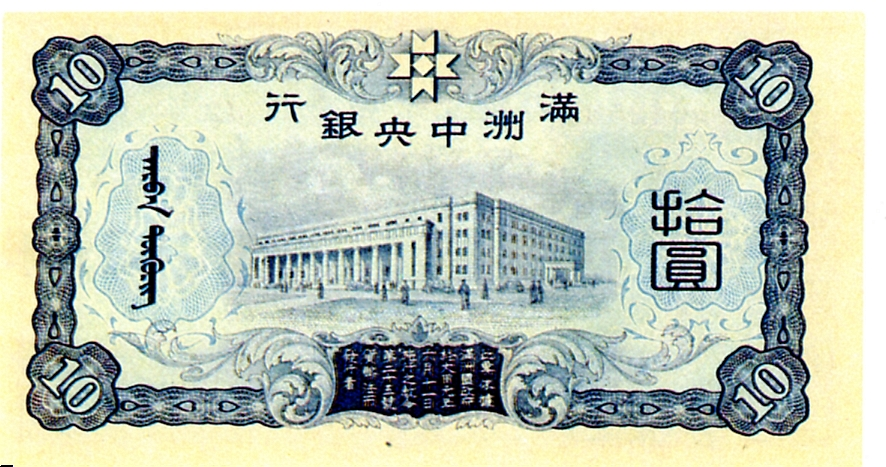
Bancnotă cu valoarea nominală de 10 yuan Manciukuo, 1937 (revers) reprezentând clădirea Băncii Centrale a Manciukuo
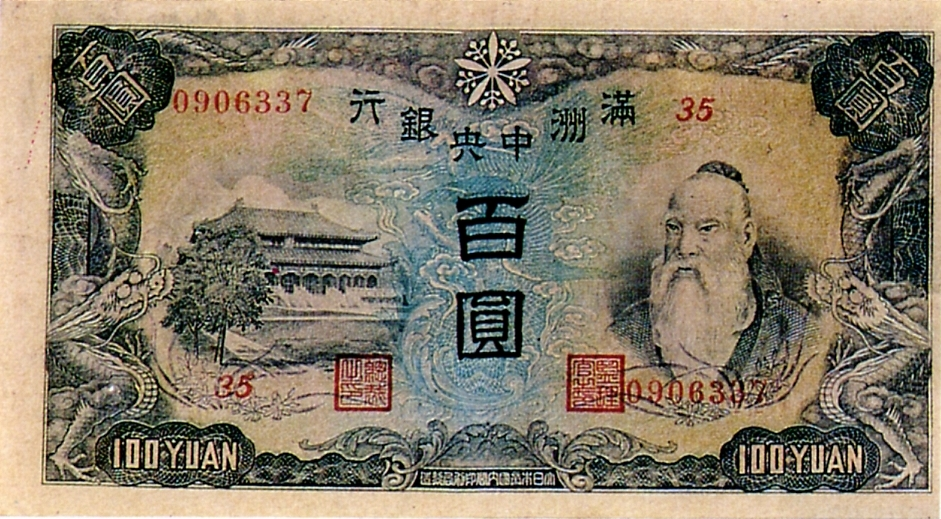
Bancnotă cu valoarea nominală de 100 yuan Manciukuo, 1944 (avers) reprezentându-l pe Confucius
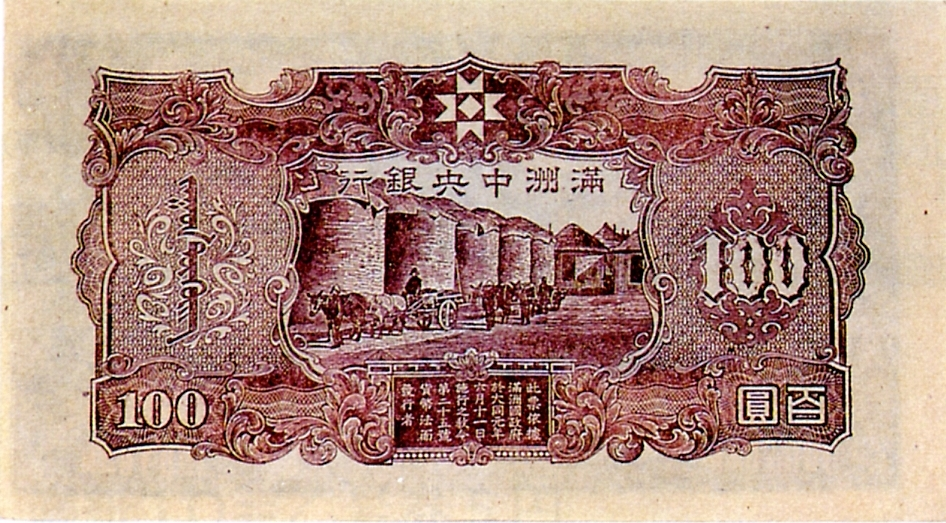
Bancnotă cu valoarea nominală de 100 yuan Manciukuo, 1944 (revers), reprezentând silozuri de soia
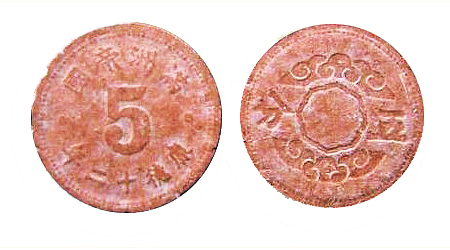
Monedă cu valoarea nominală de 5 fen din Manciukuo, din fibre roşii

## Bibliografia
- Krause, Chester L. și Clifford Mishler, Standard Catalog of World Coins: 1801-1991, 18ª ed., Krause Publications, 1991. ISBN 0-87341-150-1
- Albert Pick, Standard Catalog of World Paper Money: General Issues, 7ª ed., sub redacția: Colin R. Bruce II și Neil Shafer, Krause Publications, 1994. ISBN 0-87341-207-9